# Frances Ford Seymour
Frances Ford Seymour est une socialite canadienne-américaine, née le 4 avril 1908 à Brockville (Ontario) et morte le 14 avril 1950 à Beacon (État de New York).
Elle est la deuxième épouse de l'acteur Henry Fonda, et la mère des acteurs Jane et Peter Fonda.

## Biographie
Née à Brockville, dans l'Ontario, au Canada, Frances Seymour était la fille de Sophie Mildred (née Bower) et d'Eugene Ford Seymour. Son père, directeur d’un cabinet d’avocats américain, était alcoolique et violent. Selon sa fille Jane Fonda, les dossiers médicaux ont révélé que Frances Seymour a été victime d'abus sexuels récurrents dans son enfance,.
Grâce à une cousine, Frances Seymour réussit à devenir secrétaire, puis caissière à la Guaranty Trust Company. Le 10 janvier 1931, à 22 ans, elle épouse George Tuttle Brokaw, un avocat et banquier millionnaire, alcoolique lui aussi, de trente ans plus âgé qu'elle. Ils ont eu un enfant, Frances de Villers Brokaw, dite « Pan » Brokaw (10 octobre 1931 - 10 mars 2008).
Un an après la mort de George Tuttle Brokaw, Frances Seymour épouse l'acteur Henry Fonda le 16 septembre 1936, à New York. Elle avait rencontré Henry Fonda aux studios Denham en Angleterre sur le tournage du film La Baie du destin — Henry Fonda était séparé de sa première épouse, la comédienne Margaret Sullavan. Encore à bord du paquebot qui les ramène à New York, Seymour télégraphie à sa mère qu’elle va annoncer leurs fiançailles. Le couple a eu deux enfants, l'actrice Jane (née le 21 décembre 1937) et l'acteur Peter (23 février 1940 - 16 août 2019), mais leur mariage est houleux. Selon Peter Fonda, ces difficultés lui ont plus tard donné de l'empathie pour les problèmes conjugaux de Dennis Hopper, sa co-star dans le film Easy Rider, et réalisateur de ce film, en 1969.
Frances Seymour s'est suicidée alors qu'elle était patiente à Craig House, un sanatorium situé à Beacon, dans l'État de New York. Son suicide est survenu trois mois et demi après que Fonda a demandé le divorce. Elle est enterrée au cimetière d'Ogdensburg, dans l'État de New York.